# Gauliga Südbayern 1942/43
Die Gauliga Südbayern 1942/43 war die erste Spielzeit der Gauliga Südbayern im Fußball. Durch die kriegsbedingten Umstände wurde die Gauliga Bayern ab dieser Saison in die Gauliga Nordbayern und die Gauliga Südbayern geteilt, deren Meister jeweils für die Endrunde um die deutsche Meisterschaft qualifiziert waren – ein gesamtbayrischer Meister wurde in diesem Jahr nicht ermittelt. Durch die Aufspaltung waren auch die nominellen Absteiger des Vorjahres in der obersten Liga spielberechtigt.
Der TSV 1860 München gewann die diesjährige Gaumeisterschaft souverän mit nur einer Niederlage und einem Unentschieden. Bei der deutschen Fußballmeisterschaft schied München im Viertelfinale nach einer 0:2-Niederlage gegen den First Vienna FC 1894 aus.

## Abschlusstabelle
| Pl. | Verein                      | Sp. | S  | U | N  | Tore    | Quote | Punkte |
| --- | --------------------------- | --- | -- | - | -- | ------- | ----- | ------ |
| 1.  | TSV 1860 München            | 18  | 16 | 1 | 1  | 103:150 | 6,87  | 33:30  |
| 2.  | BC 1907 Augsburg            | 18  | 13 | 3 | 2  | 053:200 | 2,65  | 29:70  |
| 3.  | FC Bayern München           | 18  | 10 | 2 | 6  | 052:230 | 2,26  | 22:14  |
| 4.  | TSV Schwaben Augsburg       | 18  | 6  | 5 | 7  | 030:330 | 0,91  | 17:19  |
| 5.  | SSV Jahn Regensburg         | 18  | 8  | 1 | 9  | 030:480 | 0,63  | 17:19  |
| 6.  | FC Wacker München           | 18  | 7  | 2 | 9  | 047:440 | 1,07  | 16:20  |
| 7.  | Luftwaffen SV Straubing (N) | 18  | 7  | 1 | 10 | 032:650 | 0,49  | 15:21  |
| 8.  | TSG Augsburg 85 (N)         | 18  | 6  | 1 | 11 | 035:650 | 0,54  | 13:23  |
| 9.  | SC Bajuwaren München (N)    | 18  | 5  | 2 | 11 | 033:620 | 0,53  | 12:24  |
| 10. | VfB München (N)             | 18  | 3  | 0 | 15 | 035:750 | 0,47  | 06:30  |

| (N) | Aufsteiger aus der Bezirksliga 1941/42 |